# Monstera standleyana
Monstera standleyana G.S.Bunting – gatunek wieloletnich, wiecznie zielonych pnączy z rodziny obrazkowatych, pochodzący z obszaru od Hondurasu do Panamy, zasiedlający lasy deszczowe strefy równikowej.